# Талинум метельчатый
Талинум метельчатый (лат. Talinum paniculatum) — суккулентный полукустарник семейства Талиновые (Talinaceae), произрастающий на большей части территории Северной и Южной Америки, а также стран Карибского бассейна. 

## Классификация
Вид был описан в 1760 году под базионимом Portulaca paniculata Николаусом Йозефом фон Жакеном (1727—1817), а затем отнесен к роду Talinum в 1791 году Йозефом Гертнером (1732—1791).

## Ботаническое описание
Многолетний суккулентный полукустарник, достигающий высоты 60 см. Листья глянцевые, сочные. Цветки мелкие, розовые, собраны в верхушечные соцветия-метёлки. Ягоды красные. 
Особенностью растения является очень длинный корень оранжевого цвета, длина которого достигает 80 сантиметров. Вид считается сорняком и очень легко размножается, так как от оставшихся в земле после прополки частей корня быстро формируются новые экземпляры.
Растение в целом может достигать почти 2 метров в высоту от поверхности почвы, где после созревания его семена коричневого цвета (в изобилии) легко распространяются по окружающей местности.

## Использование
Талинум метельчатый часто выращивают как декоративное растение. Выращивается как однолетник в более холодных районах. Может также выращиваться как комнатное растение, кадочное растение, в том числе в виде бонсай. Сорта включают Kingwood Gold, Limón, и Variegatum. 
Листья съедобны, употребляется в салатах. 
Растение и используются в народной медицине Азии. Используется в домашней медицине как мочегонное, заживляющее, смягчающее, вагинальное и противоинфекционное средство.

## Галерея

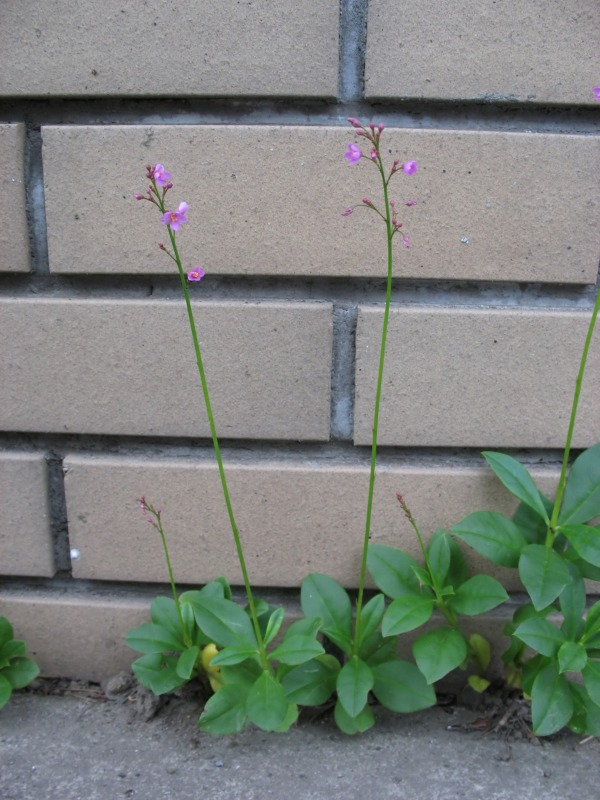
Поросль вдоль кирпичной стены
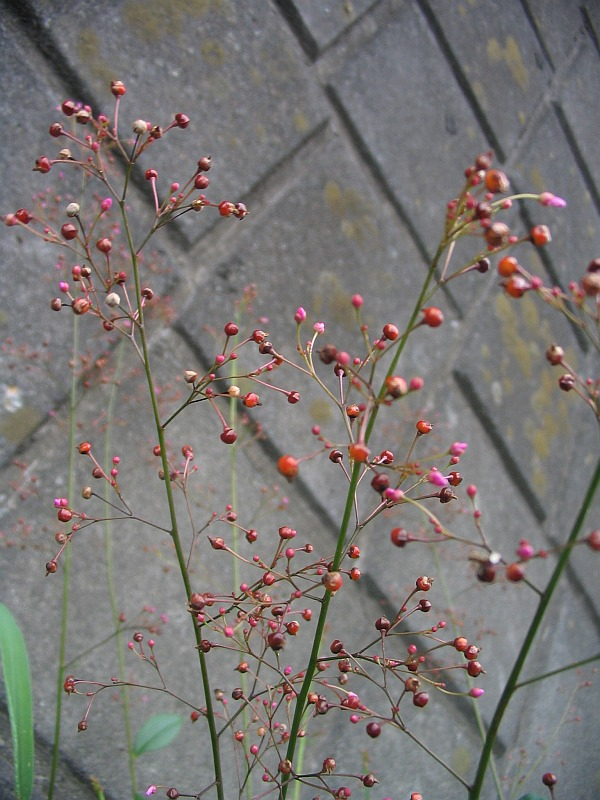
Верхушка побега с плодами
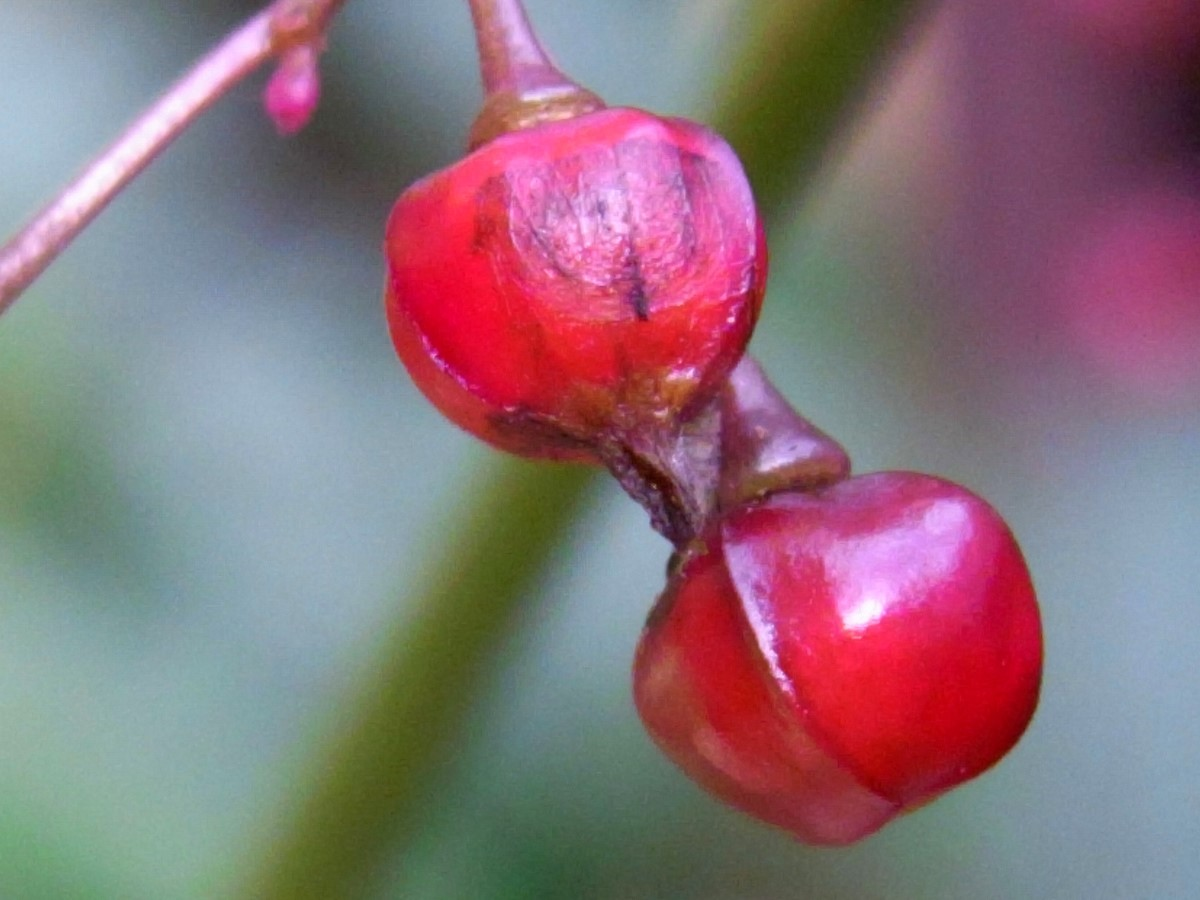
Плоды крупно
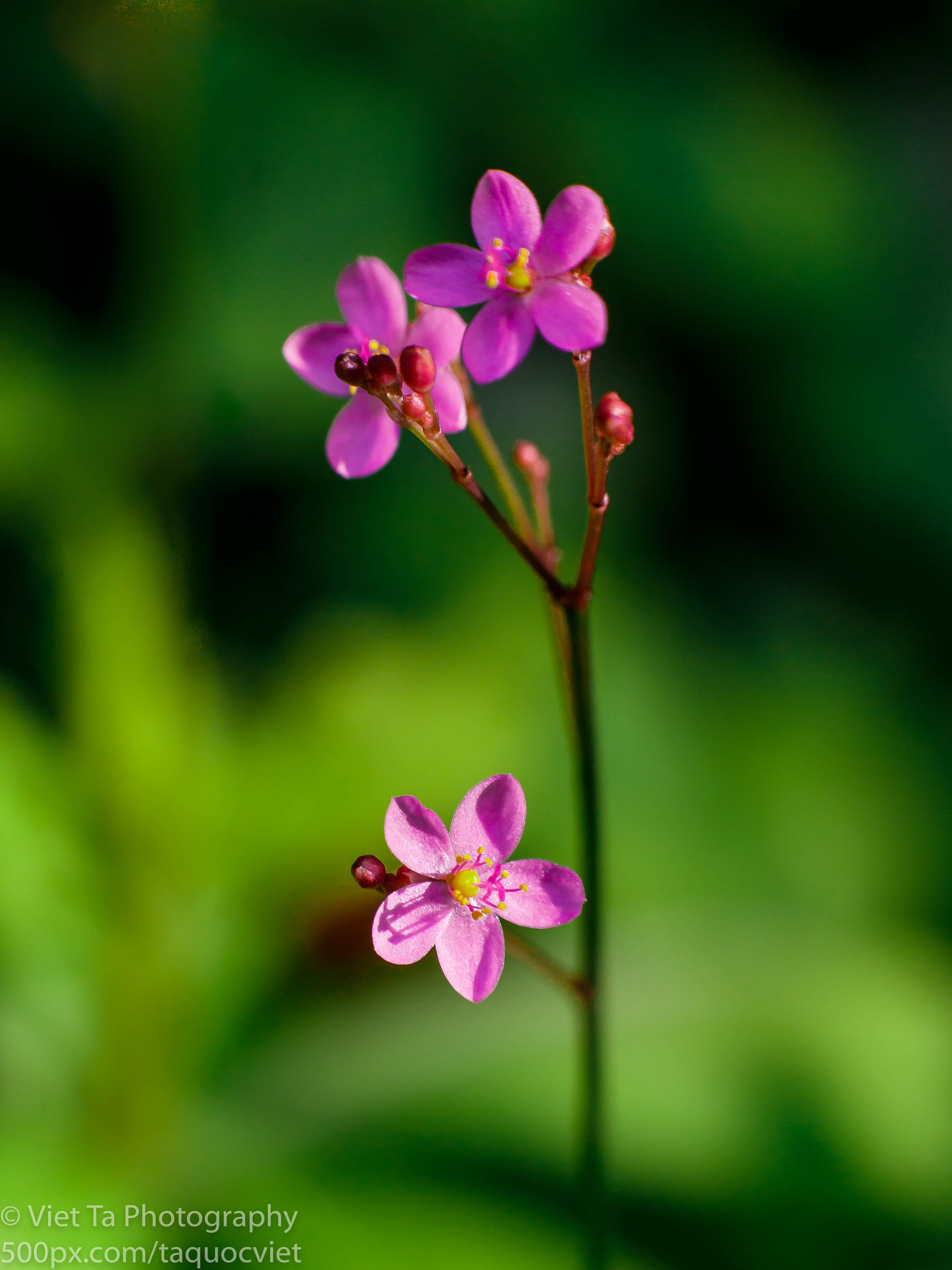
Цветки крупно
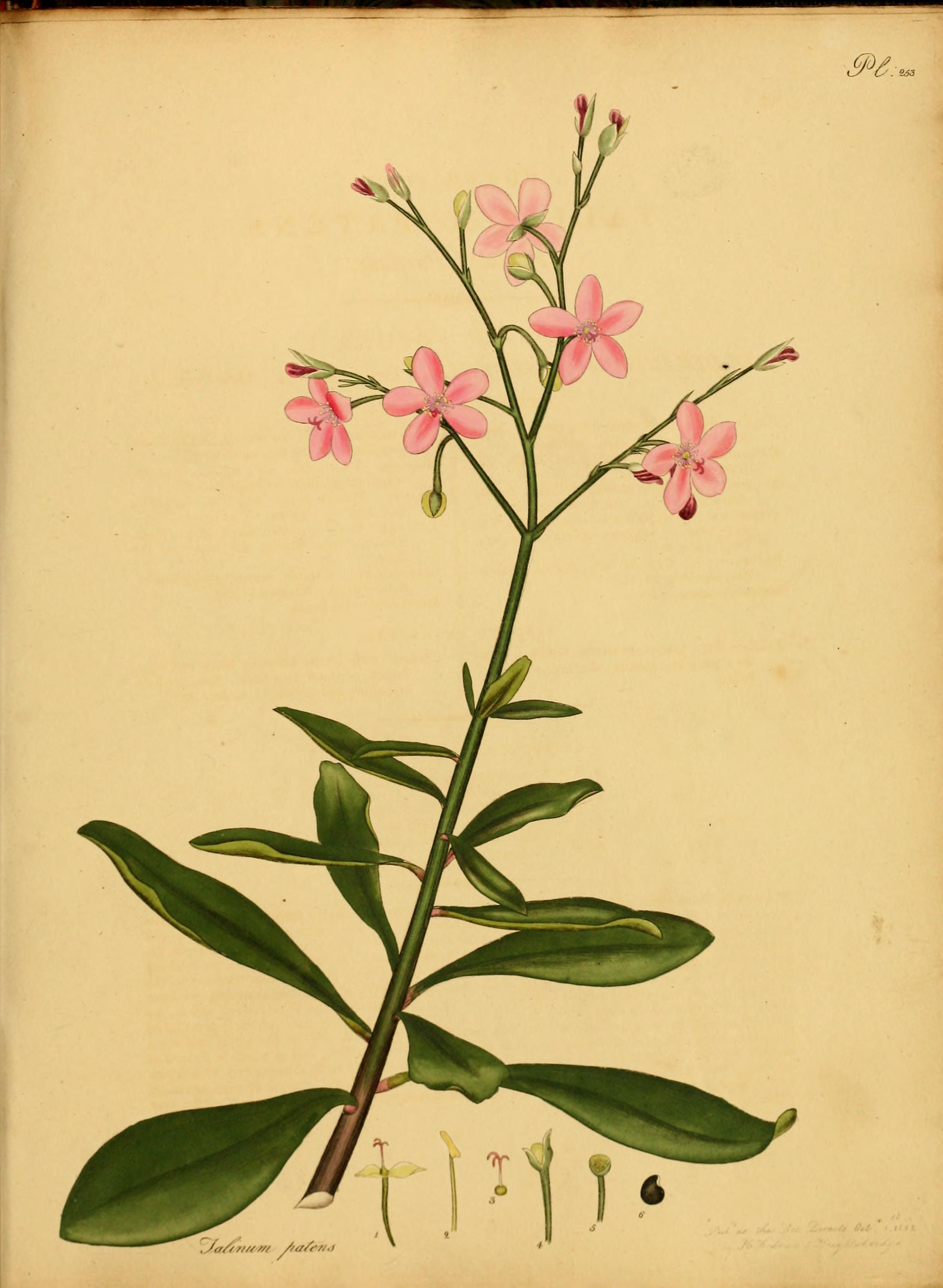
Ботаническая иллюстация
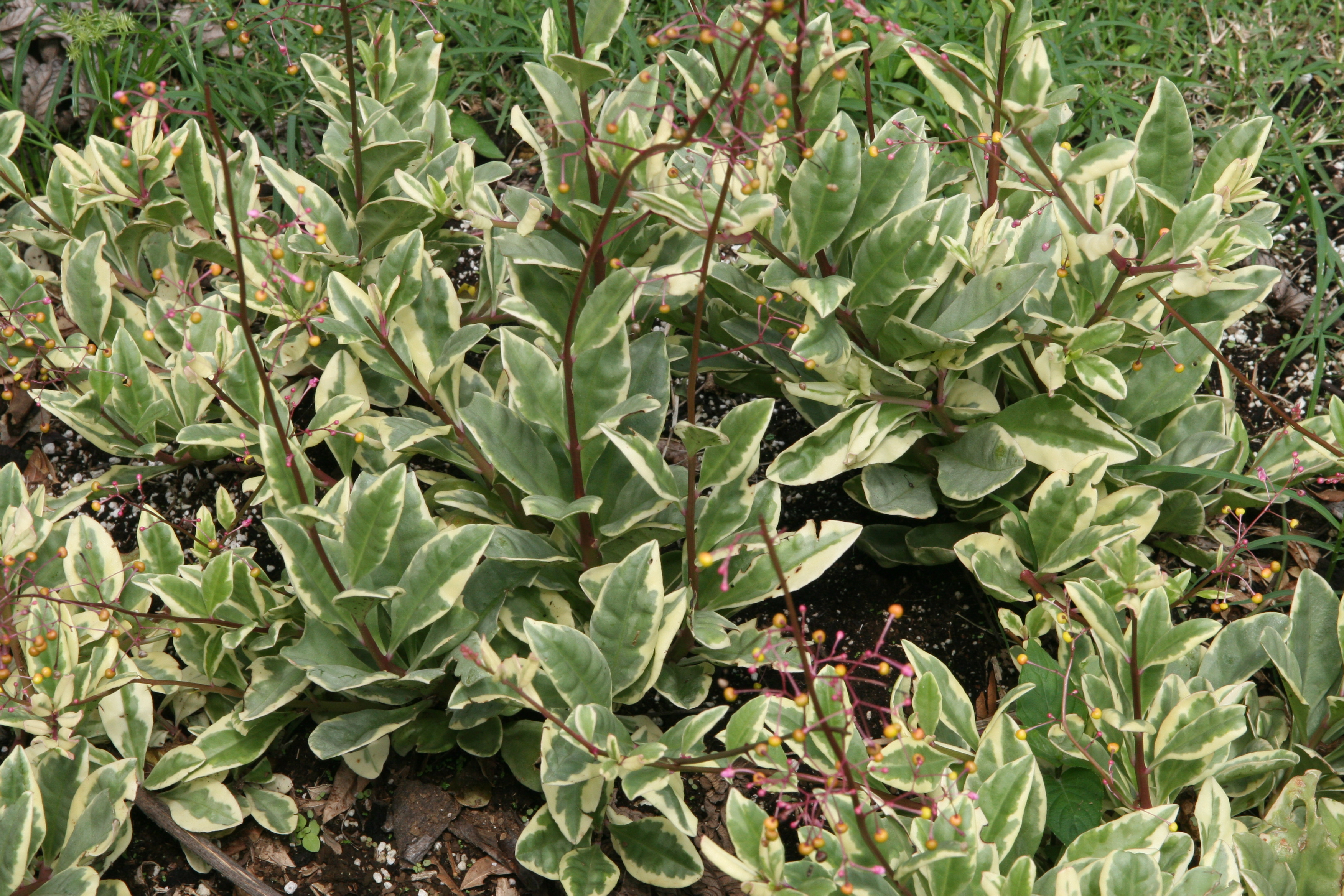
Вариегатный сорт